# Aedes annulipes
Aedes annulipes (Synonym Ochlerotatus annulipes) ist ein Zweiflügler aus der Familie der Stechmücken (Culicidae). Innerhalb der Sammelgattung Aedes wird Aedes annulipes in die Untergattung Ochlerotatus gestellt.

## Merkmale
Die Stechmücken sind sechs bis sieben Millimeter lang. Sie sehen Aedes cantans sehr ähnlich, ihre Beine sind jedoch breiter weiß geringelt. Von diesen breiten Ringeln kommt auch der Artname annulipes („Ringelbein“). Die Männchen haben wie viele andere Arten der Untergattung Ochlerotatus stark gefiederte Fühler und lang behaarte distale Palpenglieder.

## Vorkommen und Lebensweise
Die Tiere sind von Westeuropa bis Russland verbreitet. Sie besiedeln Wiesen und Wälder und fliegen ab Mai bis in den Herbst.

## Systematik
Aedes annulipes gehört innerhalb der Gattung Aedes zur Untergattung Ochlerotatus. Ochlerotatus wurde im Jahr 2000 von John F. Reinert als eigene Gattung aus der Gattung Aedes herausgelöst, aber 2015 von anderen Autoren wieder mit dieser vereinigt. Die Gruppe der Stechmücken, die zuvor der Gattung Ochlerotatus angehört hatten, wird nun in die gleichnamige Untergattung gestellt.